# كروماتين مغاير

The nucleus of a human cell showing the location of heterochromatin

كروماتين مغاير أو كروماتين غير متمائل هو حمض نووي موثق بشكل محكم وله أنواع مختلفة. منها كروماتين متغاير تأسيسي و 	كروماتين متغاير اختياري.
كلا منها يلعب دور في التعبير الجيني، حيث كروماتين متغاير أساسي يؤثر على الجينات القريبة منه بينما كروماتين متغاير اختياري ينتج عن آلية تثبيط الجينات ميثيل هستون أو siRNAمن RNAi
في كروماتين متغايرالأساسي عادة الشكل الوظيفي للهيكل والتكراري مثل السنتروميرز أو التيلوميرز بالإضافة إلى الشكل الجذاب للتعبير الجيني أو قمع الإشارات وعلى العكس كروماتين متغاير اختياري غير تكراري وعلى الرغم من إسهامه في دمج هيكل كروماتين متغاير تأسيسي فإنه يسبب إشارات وفقد مكثف في الهيكل وتنشط الترنسكربيتوم، الكروماتين المغايرغالبا ماترتبط مع ثنائي ميثيل وثلاثي ميثيل من H3K9

## البناء
الكروماتين : وجدت في نوعين : كروماتين حقيقي وكروماتين مغاير ويتميز cytologically النوعين بكيفية التكثف الملطخ فالكروماتين الحقيقي أقل كثافة بينما الكروماتين المغاير ذو بقع مكثفة تشير إلى حزم شديدة.الكروماتين المغاير عادة يتمركز على محيط النواة.
الكروماتين المغاير خامل ولايحتوي على جينات فعالة بينما الكروماتين الحقيقي يحتوي على الجينات الفعالة.
قسمي الكروماتين المغاير السنتروميرز أو التيلوميرز مثل جسم بار، إيقاف كروموسوم اكس في الأنثى

## الوظيفة
يرتبط بعدة وظائف من التنظيم الجيني إلى حماية سلامة الكروموسومات، ويمكن إسناد بعض هذه الوظائف إلى التعبئة الكثيفة للحمض النووي حمض نووي ريبوزي منقوص الأكسجين ممايقلل وصول العوامل إلى البروتين المرتبط بـ حمض نووي ريبوزي منقوص الأكسجين أو العوامل المرتبطة مثل تدمير شظايا حمض نووي ريبوزي منقوص الأكسجين بالأنزيمات النووية في البكتيريا
بعض مناطق الكروماتين لها كثافة مكتظة وألياف عرضية مماثلة لخيوط الكروموسومات عند الانقسام.
الكروماتين هو مورث التناسل العام :
عندما تنقسم الخلية إلى خليتن (ابنة) وتحتوي عادة على الكروماتين المغاير في نفس مناطق حمض نووي ريبوزي منقوص الأكسجين فينتج توريث غير جيني، أدى ذلك إلى علم الوراثة الأعلى.
1-	كروماتين مغاير يسبب تراجع الجينات أو التعدي عليها من الجينات النقيضة في المجال، يمكن قمع تحول المواد عند بداية التمركز في هذا المجال ممايؤدي إلى اختلاف في ارتفاع المستويات من خلية إلى أخرى التي تظهراختلاف في التلون وفي حالات نادرة تظهر حواجز لعزل التسلسل في كروماتين متغاير تأسيسي وتكون الجينات نشطة جدا

## كروماتين متغاير تأسيسي
جميع الخلايا من نفس النوع تملك نفس خيوط الحمض النووي في كروماتين متغاير تأسيسي وبالتالي جميع جينات الخلايا الواردة تعتبر ضعيفة
مثال : جميع الكروموسومات البشرية 1, 9, 16 وكروموسوم Y تحتوي على منطقة واسعة من الكروماتين التأسيسي المغاير وفي معظم الكائنات الحية يحدث حول السنرومير وبالقرب من التيلومرز

## كروماتين متغاير اختياري
مناطق خيوط الحمض النووي في الكروماتين المغاير غير منسقة بين جميع أنواع الخلايا وكذلك التسلسل وخيوط الحمض النووي (كذلك الجينات ضعيفة) وقد تكون معبأة في الكروماتين الحقيقي لخلايا أخرى (الجينات نشطة)
كروماتين متغاير اختياري له تشكيل منظم، ويرتبط بالتكوين أو التمايز الخلوي
مثال : تعطيل كروموسوم إكس في أنثى الثدييات أحد كروموسوم إكس في كروماتين متغاير اختياري مثبطة في حين أن الحزم كروموسوم إكس الأخرى نشطة في الكروماتين المغاير الحقيقي.
يتم تنظيم الجزيئات المكونة لضبط انتشارها في الكروماتين المغاير Polycomb-group proteins وعدم ترميز الجينات مثل Xist.

## خميرة الكروماتين المغاير
تبرعم الخميرة أو خميرة الخباز هي نموذج حقيقي النواة وبتعريف أدق هي كروماتين متغاير, وبالرغم من توصيف جميع الجينات أنها حقيقة النواة إلاأنمناطق نسخ الحمض النووي في خميرة الخباز ضعيفة جدا وهذه المناطق تسمى بالتزاوج الصامت المكاني HML وHMR، rDNA,
 (ترميز ريبوسومالحمض نووي ريبوزي),مجموعة مناطق القسيم النهائي.
تستخدم آلية أخرى :انشطار الخميرة في السنتروميرز، الجينات الصامتة في هذا الموقع تعتمد على مكونات RNAi, تضاعف RNA يعتقد أنه ناتج عن المناطق الصامته خلال سلسلة من الخطوات.(تتكاثر لاجنسيا بالانشطار)
في انشطار الخميرة (خميرة الخبار) مجموعتين RNAi, RNAi- المستحث (مجموعات جينات صامتة المحولة) (RITS) ومجموعات بوليمريزالحمض النووي (RDRC)هي جزء من المحركات في البداية لنشر وتعديل الكروماتين المغاير وتعتبر مجموعتين استيطان في siRNA تعتمد على طريقة الكروموسومات في مناطق تجمع الكروماتين المغاير.

## وصلات خارجية
- BUHistology
- Russian community of heterochromatin researchers